# Семененко Микола Пантелеймонович
Микола Пантелеймонович Семененко (16 листопада 1905, Маріуполь — 18 серпня 1996) — український геолог, дійсний член АН УРСР (з 1948 року), заслужений діяч науки УРСР (з 1957 року), академік-секретар Президії АН УРСР (1948—1950), віцепрезидент АН УРСР (1950—1970), засновник і директор Інституту геохімії і фізики мінералів АН УРСР (1969—1977).

## Біографія
Народився 16 листопада 1905 року в Маріуполі на вулиці Донецькій, що на Слобідці в багатодітній родині.
По закінченні в 1927 році Дніпропетровського гірничого інституту, викладав у ньому до літа 1941 року (з 1937 року — як професор та завідувач кафедри). Член ВКП(б) з 1932 року.
У 1941—1942 роках — завідувач кафедри Інституту кольорових металів у місті Орджонікідзе Північно-Осетинської АРСР.
У 1942—1944 роках — завідувач кафедри Іркутського гірничо-металургійного інституту.
З 1944 по 1969 рік завідував відділом рудних родовищ Інституту геологічних наук АН УРСР (одночасно в 1944—1953 роках — професор Київського державного університету).
З 1945 по липень 1948 року — заступник начальника Управління у справах вищої школи при Раді міністрів Української РСР.
У 1948—1950 роках — академік-секретар Президії Академії наук Української РСР.
У грудні 1950—1970 роках — віцепрезидент Академії наук Української РСР.
У 1951—1965 роках — голова Українського комітету захисту миру.
У 1969—1977 роках — організатор і перший директор Інституту геохімії і фізики мінералів АН УРСР. Потім працював завідувачем відділу цього інституту.
Помер 18 серпня 1996 року на 91-му році життя.

## Наукова діяльність
Роботи Семененка присвячені петрографії (загальним теоретичним питанням метаморфічних та магматичних порід України тощо), геології рудних копалин (зокрема, Криворізького басейну), проблемам докембрію, геохронології; висвітленню геологічної будови та петрографії Українського Кристалічного масиву.
Серед учнів академіка Семененка — професори Сергій Нечаєв, Микола Щербак, Олександр Пономаренко тощо.
Основні праці:
- «Гранітні пегматити України». Геологічний журнал, (ч. 6, 1940),
- «Структура Українського Кристалічного масиву», (там таки, ч. 9, 1948),
- «Структура рудных полей Криворожских железорудных месторождений», т. 1 (1946),
- «Железисто-кремнистые формации, их состав и положение в средней части украинского кристалического массива», у кн. «Геология железисто-кремнистых формаций Украины» (1959).

## Нагороди, пам'ять
Нагороджений двома орденами Леніна, орденом Жовтневої революції, орденом Трудового Червоного Прапора (1965).
Іменем Миколи Семененка названо Інституту геохімії, мінералогії та рудоутворення. 16 листопада 2005 року біля входу до інституту встановлене погруддя Миколи Семененка, виготовлене в 1970-х скульптором Олександром Скобліковим. Таке ж погруддя зберігається і на батьківщині вченого в Маріупольському краєзнавчому музеї.

Погруддя Миколи Семененка роботи О. Скоблікова у Маріупольському краєзнавчому музеї
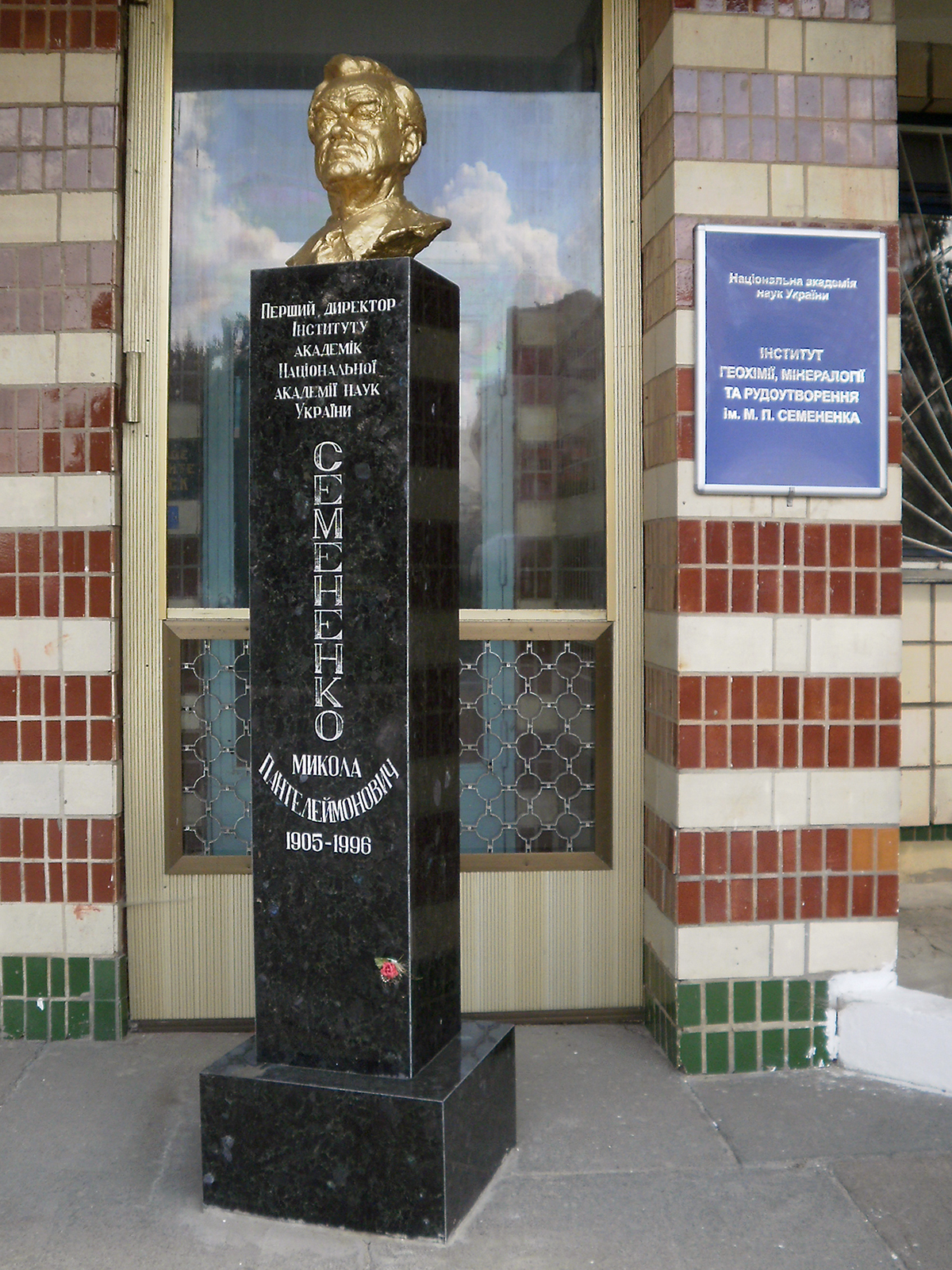
погруддя М. Семененка роботи О. Скоблікова біля інституту його імені